# Mont Franklin
Le mont Franklin est un sommet du chaînon Browning, qui domine le fleuve Okuru, à 20 km au nord-ouest de la ville de Makarora, et s'élève à 1 862 m. Il est localisé à l'intérieur du parc national du mont Aspiring.